# Serafín Aedo
Serafín Aedo Renieblas -a veces sus apellidos suelen aparecer escritos como Ahedo y  Runieblas-  (Baracaldo, País Vasco, España, 11 de noviembre de 1908 - México, 14 de octubre de 1988) fue un futbolista internacional español. Jugó de defensa.

## Biografía
Nacido en Baracaldo en 1908. Sus inicios fueron en equipos muy modestos de su localidad natal. Primero jugó en el equipo de su barrio de Landáburu. De ahí pasó al modesto Unión Sport de San Vicente que competía federado en la Serie C regional vizcaína y de ahí al Baracaldo CF, principal equipo de la localidad, que ya competía en la máxima categoría del campeonato regional vizcaíno.
El recio defensa vizcaíno llamó la atención de los mandatarios del Betis Balompié que se lo llevaron en 1933 a jugar a Sevilla, debutando en la Primera división española esa temporada. Allí hizo pareja en la defensa con otro vasco que había recalado en tierras andaluzas, Pedro Areso. Areso y Aedo formaron el tándem defensivo del Betis que se proclamó Campeón de Liga por primera y única vez en su historia en la temporada 1934-35. Aedo jugó 3 temporadas con los andaluces totalizando 60 partidos de Liga en la Primera división española.
De cara a la temporada 1936-37 Aedo había fichado ya por el FC Barcelona, donde su amigo Areso había recalado el año anterior, pero el defensa de Baracaldo no pudo debutar con los catalanes en competición oficial y solo jugó con ellos en algún amistoso. El estallido de la guerra civil española puso fin a su carrera como futbolista en España.
Con el inicio del conflicto Aedo se enrola en la Selección de Euzkadi, combinado nacional creado por el Gobierno Vasco con el fin de recaudar fondos en Europa para los refugiados vascos y realizar una labor propagandística en favor del Gobierno Vasco y la República. Aedo coincide en esta selección con su antiguo compañero Pedro Areso y con muchos de los mejores futbolistas vascos de la época como Luis Regueiro, Isidro Lángara, Guillermo Gorostiza o Txato Iraragorri. Tras caer Bilbao en manos franquistas la Selección de Euzkadi se marchó a América para proseguir la gira.
El equipo recaló finalmente en México donde jugó la Liga Mayor de 1938-39, bajo la denominación de Club Deportivo Euzkadi, quedando en segundo lugar. Aedo fue de los jugadores que permanecieron fieles hasta el final de la aventura del Euzkadi. Tras disolverse la selección de Euzkadi, Aedo, que era simpatizante del partido nacionalista vasco de izquierdas ANV decidió permanecer exiliado fuera de España.
Aedo jugó durante muchas temporada en el Real España de México, equipo donde se retiró del fútbol en 1949 con más de 40 años de edad. Durante esos años tuvo una fugaz aventura en el fútbol argentino al fichar por el River Plate en 1940 llegando a jugar dos partidos con los millonarios.
Serafín Aedo echó raíces en México, país en el que vivió hasta su muerte en 1988.
Su nieto Jon Andoni Aedo también fue futbolista, ganando la medalla de plata para la selección Sub-23 de México en Ponce 1993.

### Selección nacional
Fue internacional con la Selección nacional de fútbol de España en 4 ocasiones.
Debutó en Madrid el 24 de enero de 1935 en el España 2-0 Francia. Jugó su último partido como internacional en 1936.
Es destacable su periplo con la Selección de Euzkadi durante la Guerra Civil.

## Clubes
| Club                       | País      | Año       |
| -------------------------- | --------- | --------- |
| Unión Sport de San Vicente | España    |           |
| Baracaldo CF               | España    | ¿ ?-1933  |
| Real Betis Balompié        | España    | 1933-1936 |
| Club Deportivo Euzkadi     | México    | 1938-1939 |
| Real Club España           | México    | 1939-1940 |
| River Plate                | Argentina | 1940      |
| Real Club España           | México    | 1940-1949 |

## Títulos

### Campeonatos nacionales
| Título                    | Club             | País   | Año  |
| ------------------------- | ---------------- | ------ | ---- |
| Liga                      | Betis Balompié   | España | 1935 |
| Copa México               | Real Club España | México | 1944 |
| Campeón de Campeones      | Real Club España | México | 1944 |
| Primera división mexicana | Real Club España | México | 1945 |
| Campeón de Campeones      | Real Club España | México | 1945 |

### Campeonatos regionales
| Título                            | Club             | País   | Año  |
| --------------------------------- | ---------------- | ------ | ---- |
| Liga Amateur del Distrito Federal | Real Club España | México | 1940 |
| Liga Amateur del Distrito Federal | Real Club España | México | 1942 |